# Musica in Venezuela

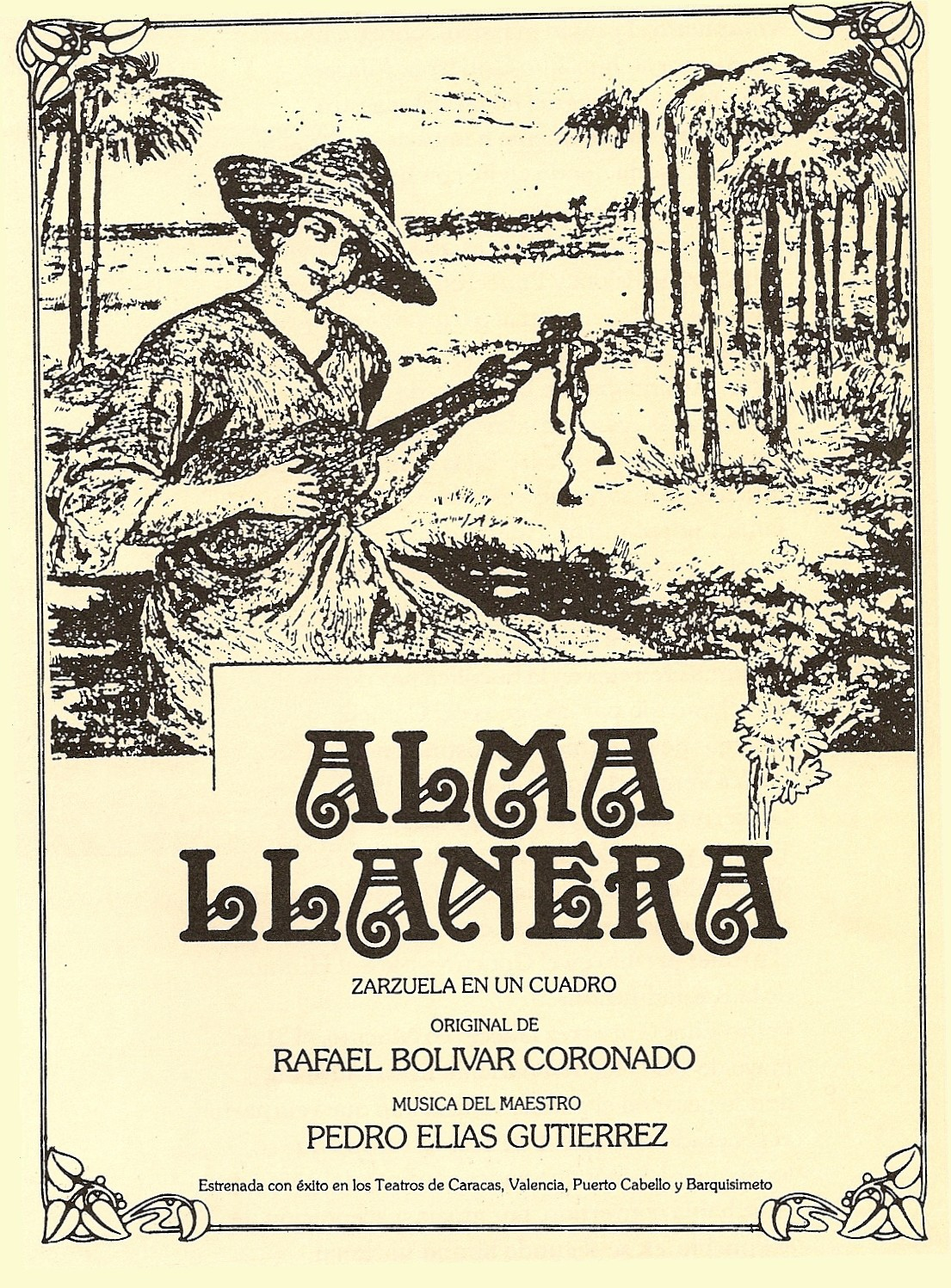
Copertina della prima edizione di Alma Llanera, secondo inno nazionale non ufficiale del Venezuela

Diversi stili di musica tradizionale venezuelana, come salsa e merengue venezuelani, sono comuni ai suoi vicini dei Caraibi. La musica tipica venezuelana è lo joropo, una forma rurale originaria degli Llanos (pianure).

## Musica folcloristica

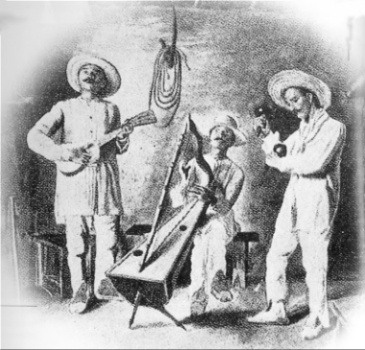
Joropo venezuelano, disegni di Eloy Palacios (1912).

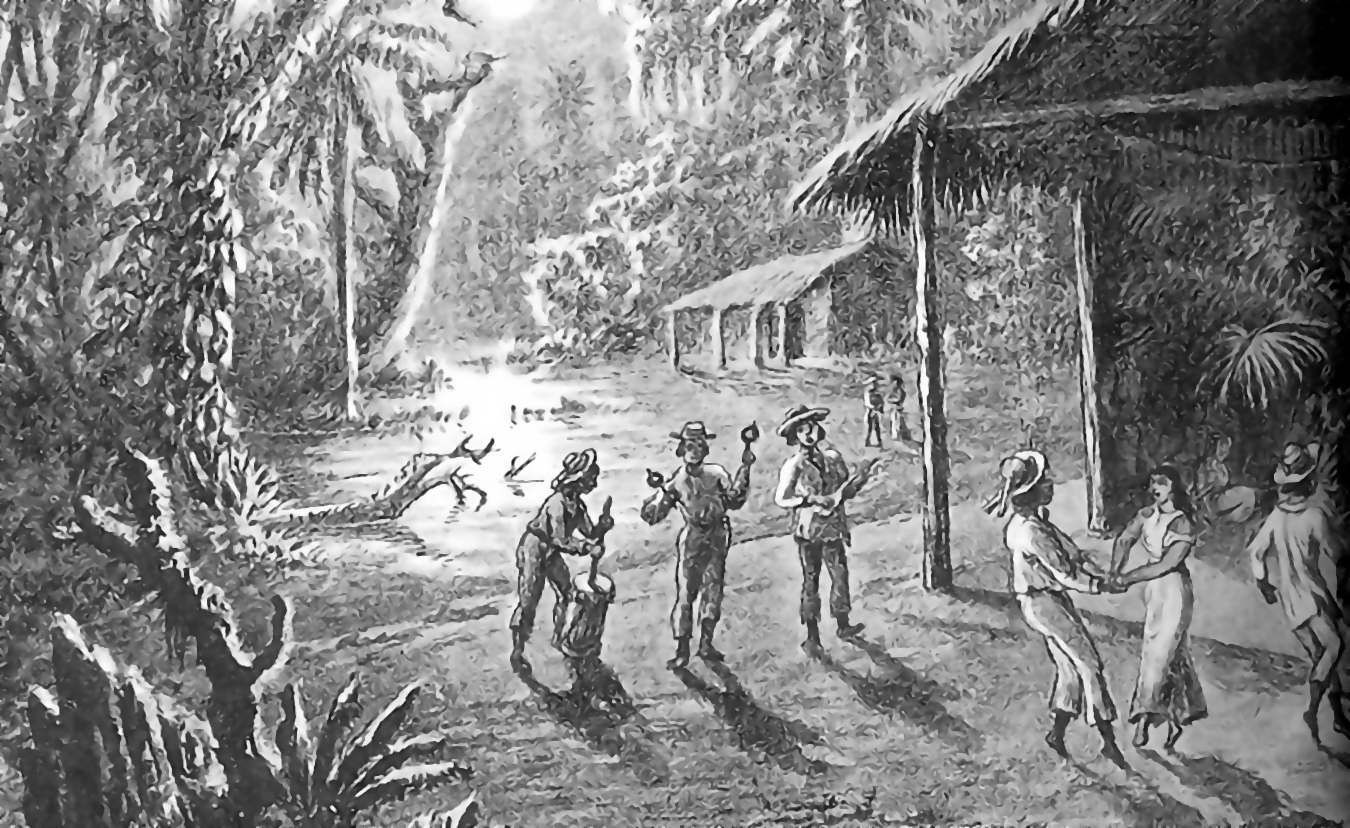
Velorio de Cruz de Mayo, disegno di Anton Goering (1892).

### Joropo llanero
Manifestazione musicale degli stati Apure, Barinas, Cojedes, Guárico, Portuguesa e porzione centro-meridionale di Anzoátegui e Monagas. Nello stesso modo, lo joropo llanero fa parte della tradizione folcloristica dei dipartimenti del Vichada, Casanare, Meta ed Arauca nella vicina Colombia. Questo tipo di joropo è stato commercialmente il più diffuso e di successo. È interpretato con arpa, cuatro, maracas e bandola llanera, a quattro corde. Lo Joropo llanero può essere diviso in passaggio e colpo. Mentre il passaggio è un genere più lirico, il colpo è un genere molto più forte e rapido. Mentre il colpo usa temi eroici e patriottici, il passaggio canta l'amore e il paesaggio llanero. Tra gli esempi di colpi llaneros possono citarsi: Pajarillo, Quirpa, Carnaval, Seis por derecho, Quitapesares, Guacharaca fra gli altri. Passaggi famosi sono la Fiesta en Elorza, Traigo Polvo del Camino, Romance en la lejania e Apure en un viaje.

### Joropo centrale o tuyero
Joropo caratteristico degli stati venezuelani di Aragua e Miranda, e della zona orientale di Carabobo e settentrionale di Guárico. Lo joropo centrale o Tuyero si esegue con arpa, maracas e bucha. Allo stesso tempo, mentre le corde dell'arpa tuyera sono intercalate con corde metalliche, nell'arpa dello joropo llanero tutte le corde sono di nylon. Un altro punto distintivo tra lo joropo tuyero e llanero è il fatto che nello joropo tuyero o centrale il cantante suona anche le maracas. Il pezzo più caratteristico del folclore tuyero, la Revuelta Tuyera consta di quattro sezioni: l'esposizione (Passaggio), lo sviluppo: Yaguaso e Guabina, la coda strumentale chiamata Marisela ed un finale noto come la llamada del mono. I passaggi tuyeros più famosi sono Il Totumo di Guarenas di Benito Canónico, l'Eremita di Mario Diaz, Amanecer Tuyero di Cipriano Bruno e Pablo Hidalgo ed il Gato enmochilado di Fulgencio Aquino.

### Joropo orientale
Joropo caratteristico della regione nordorientale del Venezuela, specificamente gli Stati di Sucre, di Nueva Esparta e la parte settentrionale degli Stati di Anzoátegui e Monagas. In questo particolare tipo di joropo lo strumento melodico è per eccellenza il mandolino o bandolín. Nonostante, la bandola orientale, (otto corde di nylon), violino, armonica ed un piccolo accordion chiamato anche cuereta ha un ruolo di primo piano nel folclore musicale orientale. Il cosiddetto Joropo con ritornello si compone di due sezioni; la prima sezione o colpo è tradizionalmente una melodia fissa in ritmo 3/4 che è ripetuta due o più volte, la seconda sezione "ritornello" è una melodia estemporanea su un ciclo armonico fisso che questo a ritmo 6/8. Nello Joropo orientale, il cuatro e le maracas sono suonati in una maniera molto più libera e complessa che nel resto degli joropos venezuelani. Allo stesso modo, è importante menzionare che la tradizione musicale della regione orientale del Venezuela possiede molte altre forme a parte lo joropo orientale.

### Gaita zuliana
Un'altra musica molto popolare in Venezuela è la gaita. Questo genere originario della regione dello Stato Zulia è molto popolare durante il periodo di Natale. La gaita unito all'aguinaldo sono la rappresentazione nazionale del Natale venezuelano.